# Stazione di Castelfranco Emilia
La stazione di Castelfranco Emilia è una stazione ferroviaria posta sulla linea Milano-Bologna, a servizio della città di Castelfranco Emilia, in provincia di Modena.

## Storia
La stazione venne attivata nel 1859, all'apertura della tratta da Piacenza a Bologna.
Fra il 1912 e il 1934 l'impianto risultò raccordato con il capolinea settentrionale della tranvia Castelfranco-Bazzano, esercita con trazione a vapore, sulla quale potevano essere instradati convogli merci.
Dopo essere stata trasformata fermata, fu nuovamente trasformata in stazione il 20 aprile 2000.

## Strutture e impianti
La stazione è servita da 4 binari:
- Binario 1: binario pari della linea Milano-Bologna
- Binario 2: binario su tracciato deviato, utilizzato per precedenze fra i treni pari (collegato ai binari di corsa con deviate a 60 km/h)[senza fonte]
- Binario 3: binario dispari della linea Milano-Bologna
- Binario 4: binario su tracciato deviato, utilizzato per precedenze fra i treni dispari (collegato ai binari di corsa con deviate a 60 km/h)[senza fonte]

È presente inoltre un binario, senza marciapiede e disposto a fianco del binario 1 (lato Bologna), utilizzato in caso di precedenze.

## Movimento
La stazione è servita da treni regionali svolti da Trenitalia Tper nell'ambito del contratto di servizio stipulato con la regione Emilia-Romagna.
La stazione è interessata dai treni della linea S5 (Bologna Centrale - Modena) del servizio ferroviario metropolitano di Bologna.
Al 2007, l'impianto risultava frequentato da un traffico giornaliero medio di circa 750 persone.. Nel 2017 il dato relativo alle persone salite è di 1863 al giorno.
A novembre 2019, la stazione risultava frequentata da un traffico giornaliero medio di circa 3 247 persone (1 695 saliti + 1 552 discesi).

## Servizi
La stazione è classificata da RFI nella categoria silver.
- Biglietteria a sportello
- Biglietteria automatica
- Sala d'attesa
- Ufficio informazioni turistiche
- Servizi igienici
- Bar

## Interscambi
- Fermata autobus
- Stazione taxi